# Efferia flavofasciata
Efferia flavofasciata är en tvåvingeart som först beskrevs av Christian Rudolph Wilhelm Wiedemann 1828.  Efferia flavofasciata ingår i släktet Efferia och familjen rovflugor. Inga underarter finns listade i Catalogue of Life.